# Zajčje Polje
Zajčje Polje – wieś w Słowenii, w gminie Kočevje. W 2018 roku liczyła 42 mieszkańców.